# Charles Joshua Chaplin
Charles Joshua Chaplin (Les Andelys, 8 de junho de 1825 – Paris, 30 de janeiro de 1891) foi um pintor francês do realismo, especializado em paisagens e retratos. Dominava diferente técnicas como o pastel, a litografia, a aguarela, o giz, a pintura a óleo e a água-forte. Destacou-se pelos seus elegantes retratos de raparigas.

## Galeria

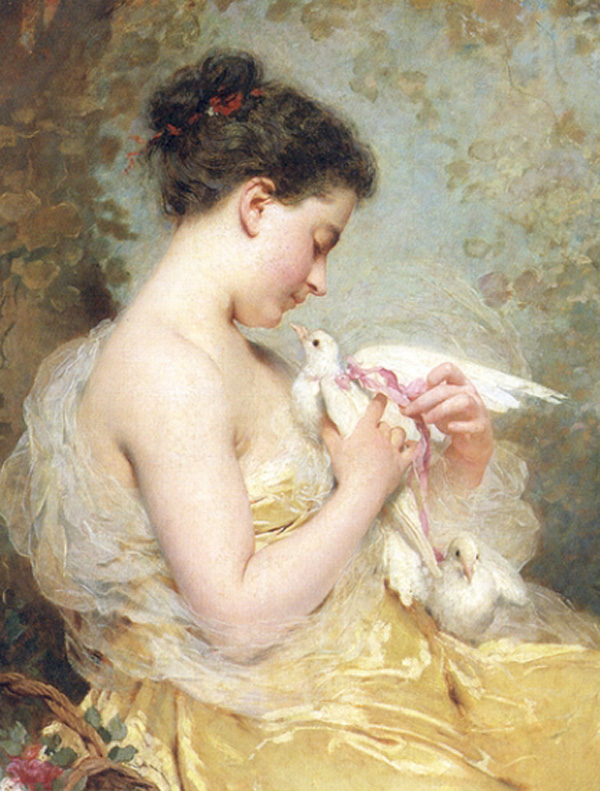
Moça com uma pomba, Colecção Privada.
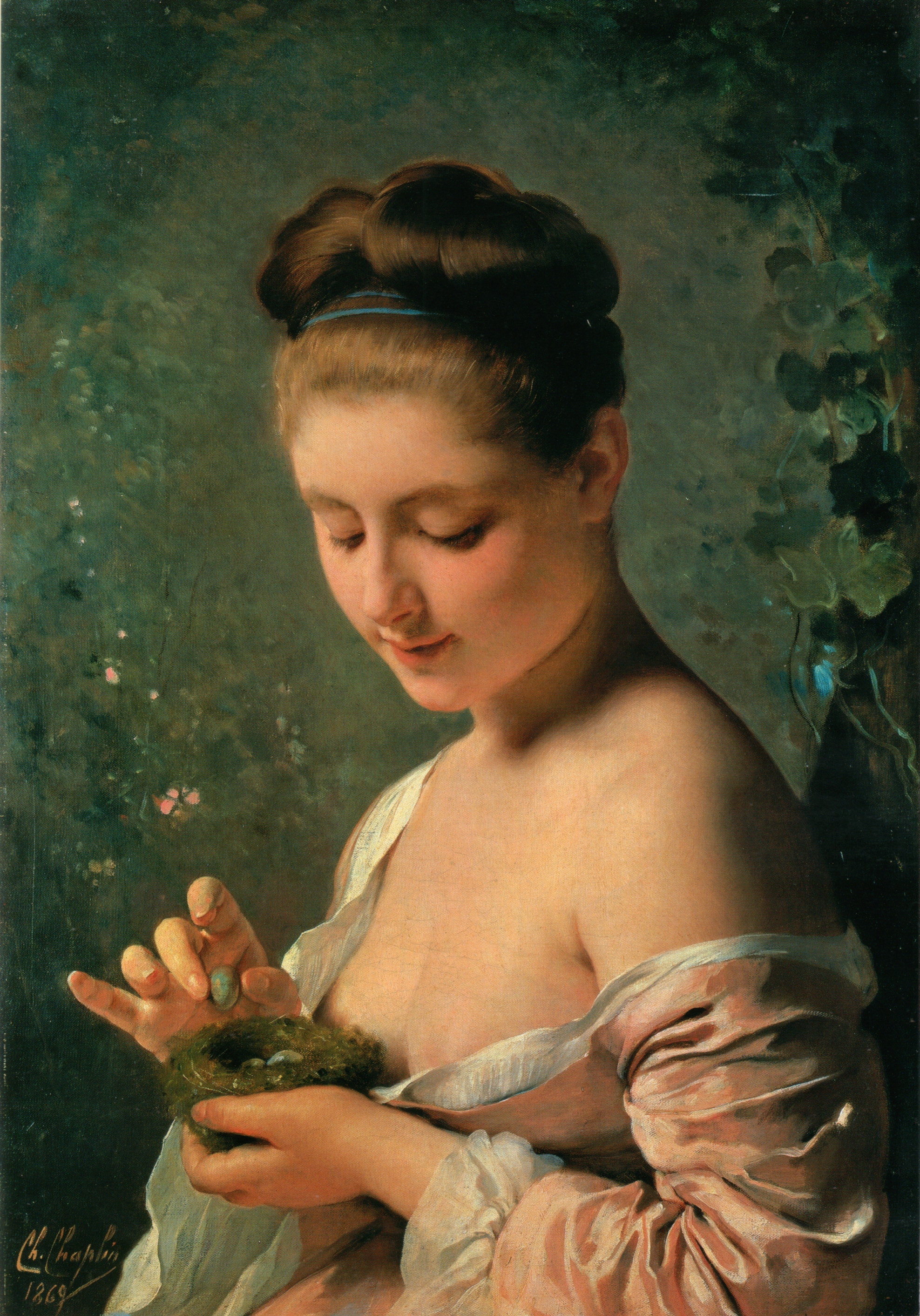
Moça com um ninho, 1869, Museu de Belas-Artes de Lyon.
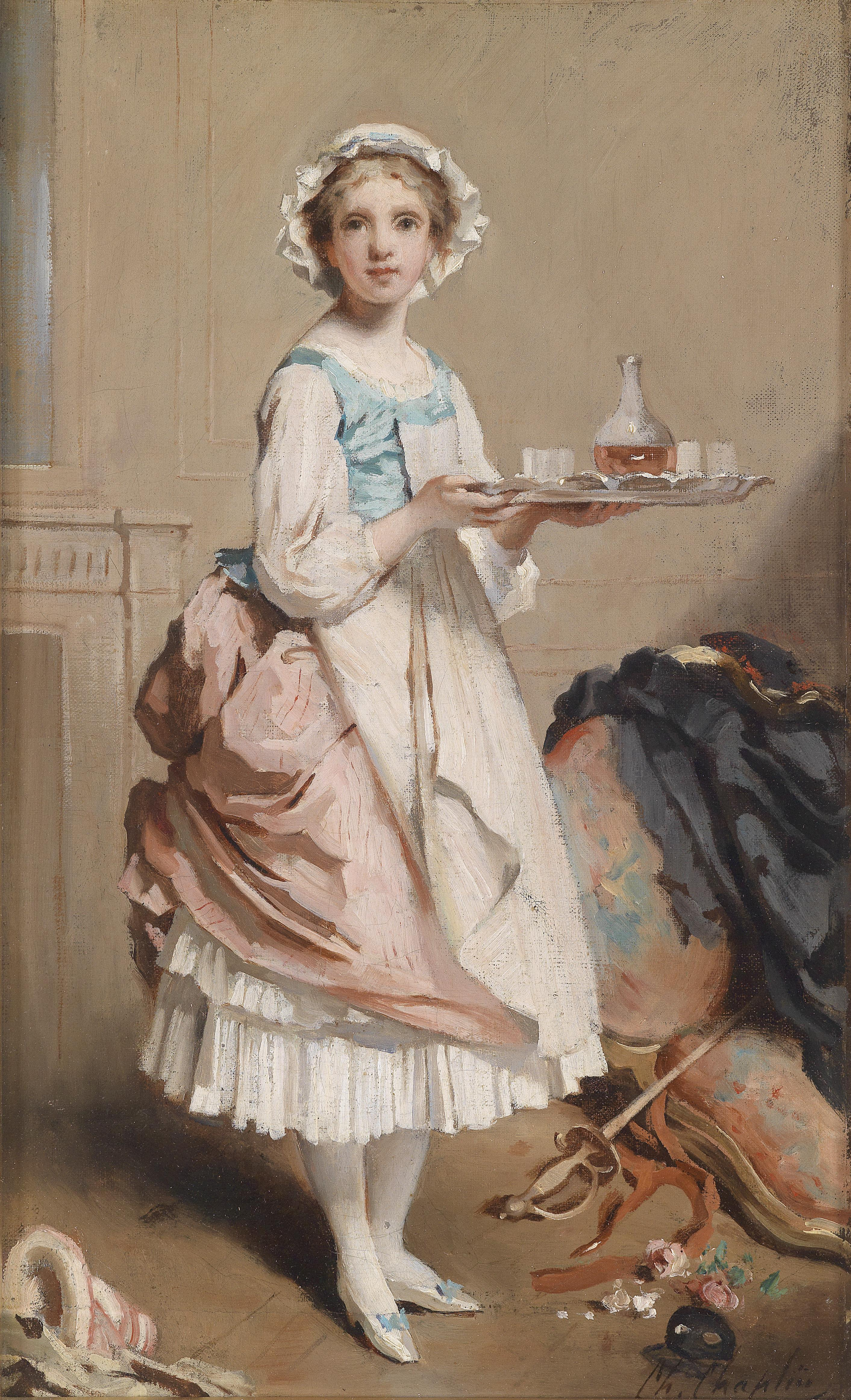
Depois do baile, Coleção privada.
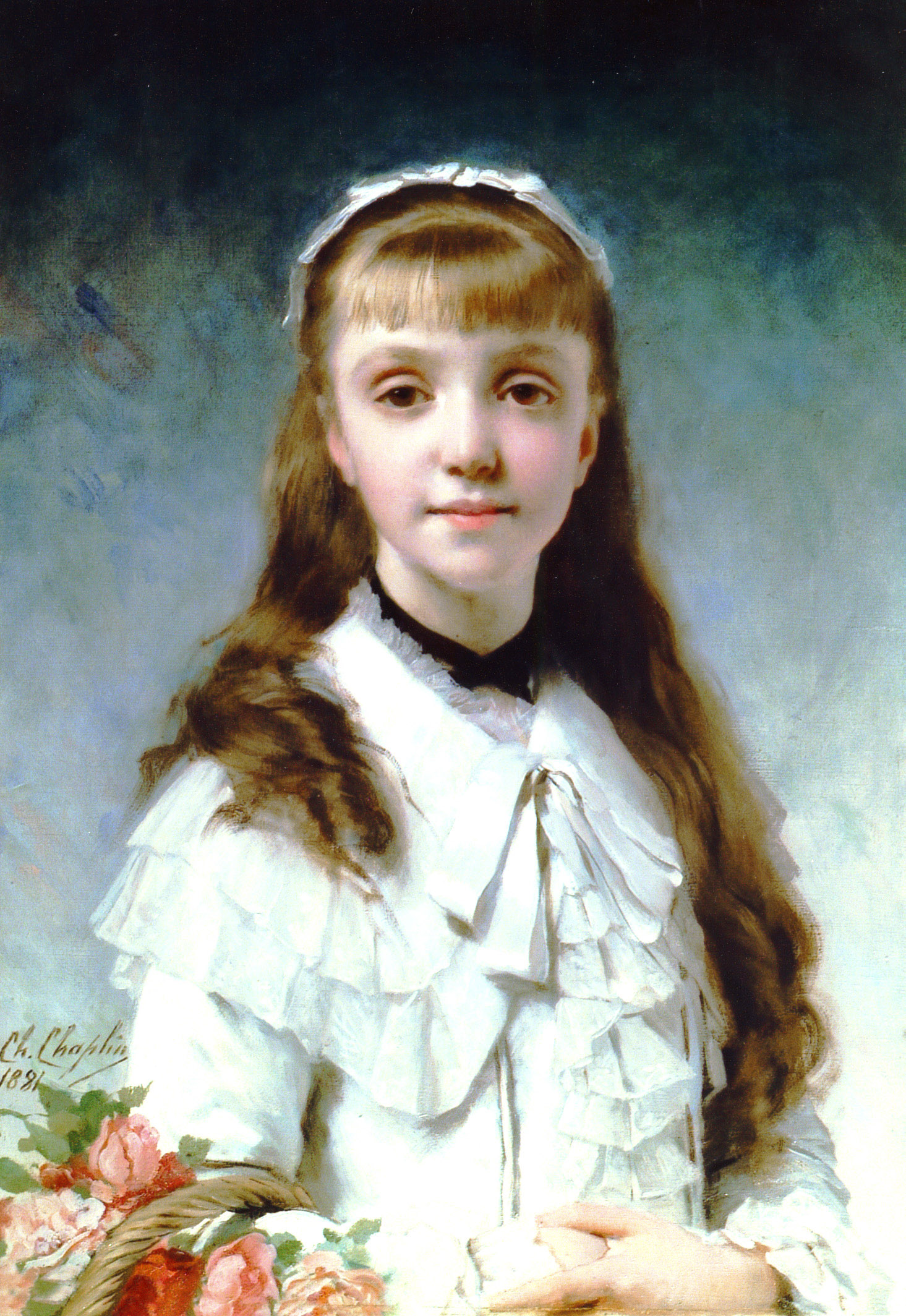
A filha do pintor,  Coleção privada, 1881.
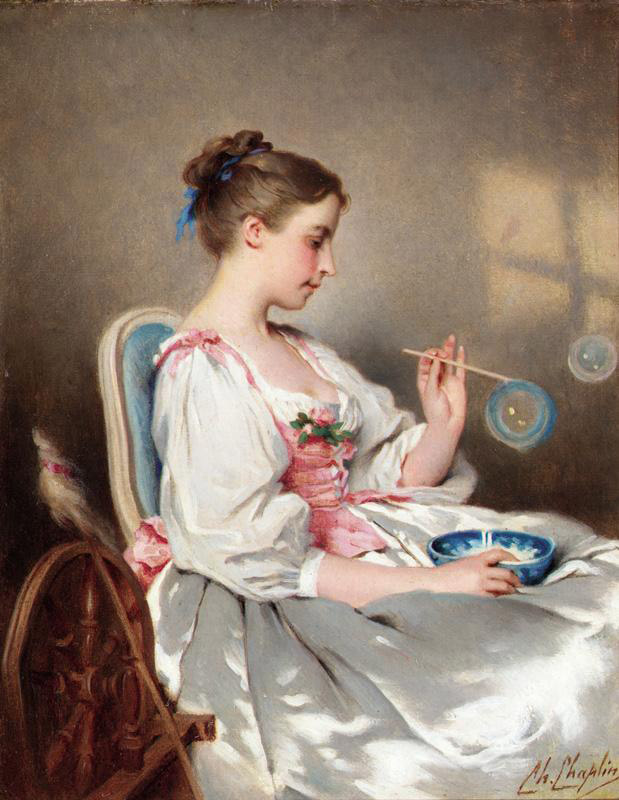
Fazendo bolhas, Coleção privada.
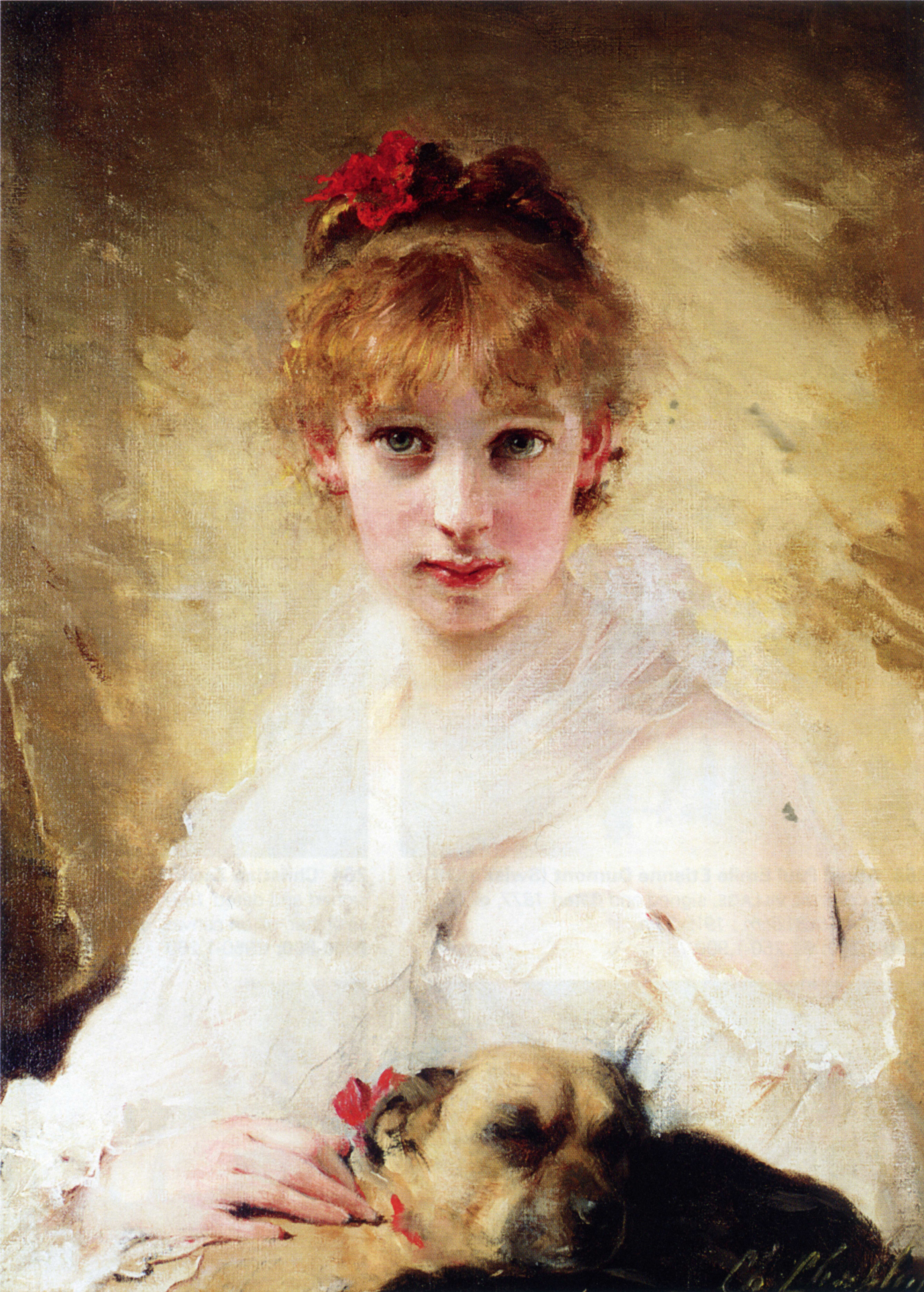
O seu cão favorito, Coleção privada.
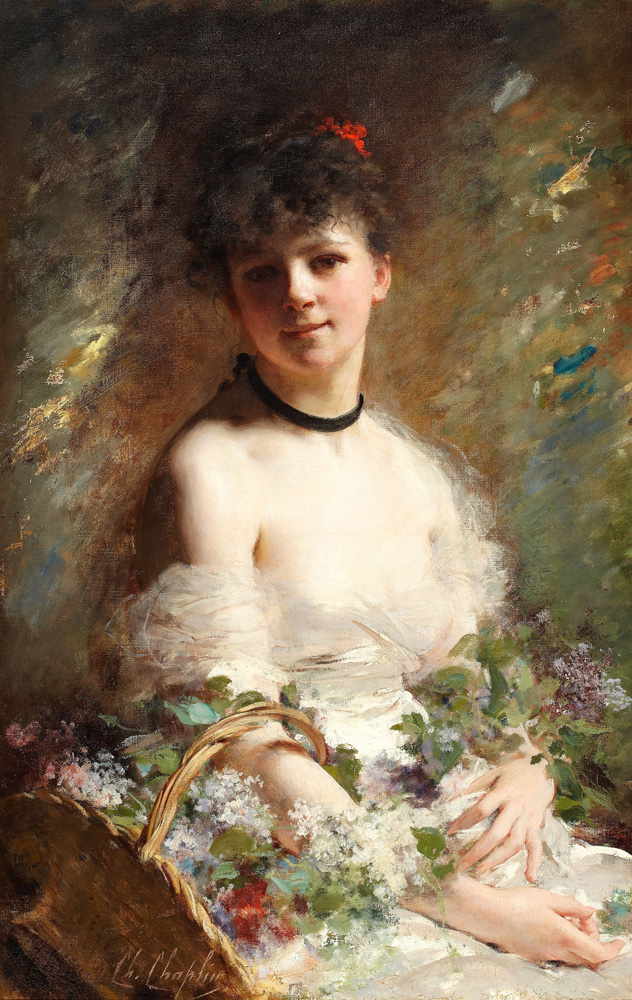
Jovem mulher com um cesto de flores, Colecção Privada.
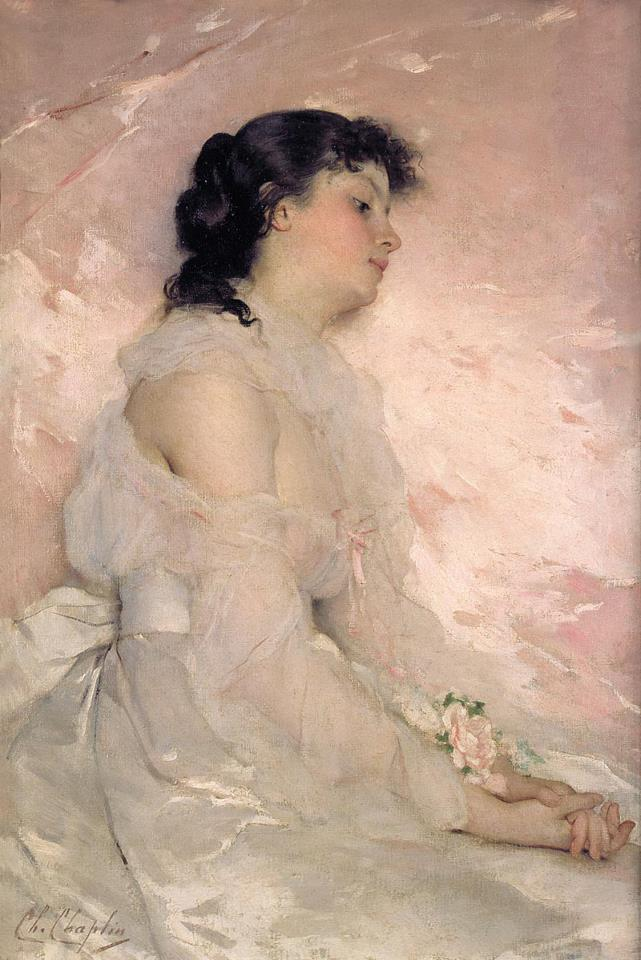
Rêverie, Museu Nacional de Belas-Artes de Buenos Aires